# Holden Camira

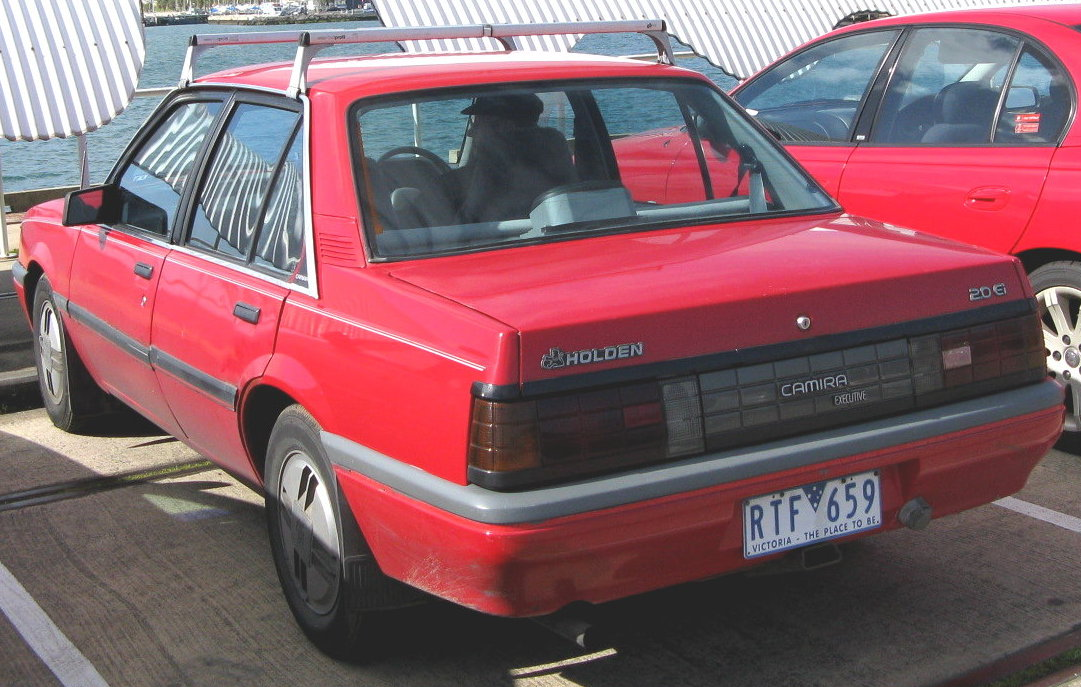
Holden JE Camira (1987–1989)

Der Holden Camira war ein Mittelklasse-PKW, der in den Modelljahren 1982 bis 1989 von Holden in Australien als Nachfolger der Modelle UC Torana und UC Sunbird hergestellt wurde. 
Das erste der GM-J-Cars, der JB Camira kam im August 1982 als erster Frontantriebswagen von Holden heraus. Ein gleichartiges Auto wurde in Großbritannien als Vauxhall Cavalier und in Deutschland als Opel Ascona C angeboten. In den USA hieß das entsprechende Modell Pontiac J2000, in Japan Isuzu Aska. Der Camira beruhte am ehesten auf dem Opel, verwendete aber die 3-stufige Getriebeautomatik Hydramatik von GM. Serienmäßig hatten die Wagen manuelle 4- oder 5-Gang-Getriebe. Von Opel kam auch die Konstruktion des 1,6-Liter-R4-Motors, der allerdings komplett in Australien gefertigt wurde. Im März 1983 kam ein 5-türiger Kombi als zweites Modell dazu.
Das Styling der Fahrzeuge ähnelte dem des zeitgenössischen VH Commodore. Die Front zeigte Rechteckscheinwerfer mit angeschlossenen Blinkleuchten und dazwischen einen Kühlergrill mit sechs schwarzen Lamellen. Es gab drei Ausstattungsvarianten: SL, SL/X und SL/E. Ende 1983 kam als Sportversion des SL noch der SJ dazu.
Im November 1984 wurde der Nachfolger JD Camira vorgestellt. Wesentlicher Stylingunterschied war die neue Front, die mit ihren schräg angeschnittenen Rechteckscheinwerfern und dem fehlenden Kühlergrill stark an die  Ford-Modelle Sierra (1987) und Scorpio (1985) erinnerte. Neu waren auch die 1,8-Liter-R4-Motoren mit EFI-Einspritzung, die je nach Verdichtung 86 bis 115 bhp (63 bis 85 kW) leisteten. Im Januar fiel der alte 1,6-Liter-Motor weg. Gleichzeitig wurde für den SL/X ein A8Q-Paket (Getriebeautomatik, Servolenkung und Klimaanlage) eingeführt, das ihn zum luxuriösen Executive machte. Ab September 1986 gab es auf Wunsch ein Formula-Paket.
Der JE Camira erschien im April 1987 und zeigte äußerlich kaum Veränderungen. Lediglich der Löwe auf der nach unten gezogenen Motorhaube wurde durch das Wort „Holden“ ersetzt und zum vorderen Stoßfänger hin zeigte sich ein schmaler Spalt, der mit viel Fantasie als Kühlergrill bezeichnet werden könnte. Neu war ein 2,0-Liter-R4-Motor mit 115 bhp (85 kW). Das Vierganggetriebe wurde nicht mehr angeboten. Es gab zwei sportliche Versionen: Der JE Camira Sli2000 entsprach dem früheren JB Camira SJ und umfasste Alufelgen und einen kleinen Kunststoffspoiler auf der Heckklappe. Außerdem wurde das bekannte Formula-Paket angeboten.
| Modell       | Bezeichnung      | Fahrzeugart       | Bauzeitraum     |
| ------------ | ---------------- | ----------------- | --------------- |
| JB-8JH35     | Camira SL        | Kombi 5 Türen     | 03/1983–11/1984 |
| JB-8JH69     | Camira SL        | Limousine 4 Türen | 08/1982–11/1984 |
| JB-8JH69-A8C | Camira SJ        | Limousine 4 Türen | 09/1983–11/1984 |
| JB-8JJ35     | Camira SL/X      | Kombi 5 Türen     | 03/1983–11/1984 |
| JB-8JJ35-V9Y | Camira SL/E      | Kombi 5 Türen     | 03/1983–11/1984 |
| JB-8JJ69     | Camira SL/X      | Limousine 4 Türen | 08/1982–11/1984 |
| JB-8JU69     | Camira SL/E      | Limousine 4 Türen | 08/1982–11/1984 |
| JD-8JH35     | Camira SL        | Kombi 5 Türen     | 11/1984–04/1987 |
| JD-8JH69     | Camira SL        | Limousine 4 Türen | 11/1984–04/1987 |
| JD-8JJ35     | Camira SL/X      | Kombi 5 Türen     | 11/1984–04/1987 |
| JD-8JJ35-A8Q | Camira Executive | Kombi 5 Türen     | 11/1984–04/1987 |
| JD-8JJ69     | Camira SL/X      | Limousine 4 Türen | 11/1984–04/1987 |
| JD-8JJ69-A8Q | Camira Executive | Limousine 4 Türen | 11/1984–04/1987 |
| JD-8JU35     | Camira SL/E      | Limousine 4 Türen | 11/1984–04/1987 |
| JD-8JU69     | Camira SL/E      | Kombi 5 Türen     | 11/1984–04/1987 |
| JE-8JH35     | Camira SL        | Kombi 5 Türen     | 04/1987–08/1989 |
| JE-8JH69     | Camira SL        | Limousine 4 Türen | 04/1987–08/1989 |
| JE-8JJ35     | Camira SL/X      | Kombi 5 Türen     | 04/1987–08/1989 |
| JE-8JJ35-A8Q | Camira Executive | Kombi 5 Türen     | 04/1987–08/1989 |
| JE-8JJ69     | Camira SL/X      | Limousine 4 Türen | 04/1987–08/1989 |
| JE-8JJ69-A8Q | Camira Executive | Limousine 4 Türen | 04/1987–08/1989 |
| JE-8JJ69-A8L | Camira Sli2000   | Limousine 4 Türen | 04/1987–08/1989 |
| JE-8JU35     | Camira SL/E      | Limousine 4 Türen | 04/1987–08/1989 |
| JE-8JU69     | Camira SL/E      | Kombi 5 Türen     | 04/1987–08/1989 |

Der JB Camira wurde 85.725 mal gebaut, vom JD Camira entstanden 36.953 Exemplare. Als im August 1989 der JE Camira durch den JK Apollo auf  Basis des Toyota Camry abgelöst wurde, waren 29.129 Stück gefertigt worden.

## Quelle
- Terry Bebbington, Michel A. Malik: 45 Years of Holden. Australian Publishing and Printing Company, Sydney NSW 1994, ISBN 0-947216-31-6.